# Alicja Tchórz
Alicja Tchórz (Kalisz, 12 agosto 1992) è una nuotatrice polacca.

## Palmarès
- Europei in vasca corta

Netanya 2015: argento nei 100m dorso.
Copenhagen 2017: argento nei 50m dorso.
Glasgow 2019: oro nella 4x50m misti e bronzo nei 50m dorso.
Kazan 2021: oro nei 100m misti, bronzo nella 4x50m sl e nella 4x50m sl mista.
- Europei giovanili

Belgrado 2008: oro nei 100m dorso e nella 4x100m misti, bronzo nei 200m farfalla.
- World Games

Birmingham 2022: oro nella 4x50m ostacoli, bronzo nei 200m nuoto ostacoli.

## International Swimming League
| Stagione 2020     | Stagione 2021     |
| ----------------- | ----------------- |
| New York Breakers | New York Breakers |